# Сикст IV
Сикст IV (на латински: Sixtus PP. IV) е римски папа от 9 август 1471 г. до 12 август 1484 г.
Рожденото му име е Франческо (Francesco Getaufte) и е от Лигурия (Ligurien). Името дела Ровере (della Rovere) (на италиански: Francesco della Rovere) той възприема по-късно от едно семейство от Торино, с което няма роднинска връзка.
Папа Сикст IV назначава Томас де Торквемада за пръв велик инквизитор.

## Биография
Произхожда от незаможно семейство с благородническо потекло. Като млад става член на ордена на францисканците. Учи философия, теология и право в университетите в Падуа и Болоня. През 1464 г. е избран за генерал на ордена на францисканците, а три години по-късно е назначен за кардинал. Автор на няколко трактата по църковно право.

### Понтификат
По време на понтификата си се обгражда с проверени, приближени и доверени нему хора. Упрекван е в покровителство и облагодетелстване на близките си. Според някои оценки роднините му превръщат Ватикана в „лигурийска колония“.
Щом заема Светия престол, призовава за кръстоносен поход срещу турците, който претърпява неуспех. На Сикст IV се дължи издигането на Сикстинската капела, разширението на Ватиканската библиотека и отварянето на Капитолийския музей – първия в света обществен музей.
Този папа е известен със своята активна политика във всички области на обществените отношения.
В периода 1471/72 г. съдейства за сключването на династичен брак между племенницата на последния източноримски император София Палеологина и московския велик княз Иван III.
На запад Католическата църква съдейства за образуването на Испания посредством друг династичен брак – между арагонския владетел Фердинандо и кастилската инфанта Исабела. През 1482 г. Сикст IV определя правомощията на Испанската инквизиция, подчинявайки ръководството и делата ѝ на първия велик инквизитор в историята – доминиканеца Томас де Торквемада. Същата година папата канонизира за светец средновековния францискански теолог Бонавентура.
През 1475 г. този папа вика в Рим водещия астроном и математик Региомонтан (Йохан Мюлер, 1436 – 1476), поставяйки му за задача да изнамери способ, по който да се оправи изоставането на Юлианския календар спрямо Пасхата. Близо век по-късно е въведено съвременното летоброене – Григорианския календар. През 1476 г. Сикст IV въвежда т.нар. „празник на непорочното зачатие“ на 8 декември.
Понтификатът на Сикст IV представлява своеобразен връх в развитието на изкуствата. Със съграждането на Сикстинската капела от този папа ренесансът в изкуството бележи своя връх.

## Значение
Понтификатът на Сикст IV е определян като най-значимият в историята на Ватикана.
Сикст IV печели само една военна победа над османците – отразява набега на Мехмед Завоевателя към Отранто, но духовната победа и делата му позволяват след смъртта му християнството да завладее света. Краят на неговия век бележи откриването на Америка и на нов търговски път към Индия от Васко да Гама. Следващият ХVІ век бележи създаването на запад, след Тордесиляския договор с последвалата го Иберийска уния, на Америка, която, както и целият презморски свят, е колонизирана от католическите сили Испания и Португалия, формирайки първите глобални империи след великите географски открития – Испанската и Португалската.
Според Макиавели този папа разкрива истинската геополитическа мощ на папоцезаризма след залеза и упадъка на Римската империя.
За Арнолд Тойнби това е човекът, положил основите на днешната западна цивилизация и глобалния свят такъв, какъвто го възприемаме и припознаваме днес.